# Lista de cidades de Maryland
Esta é uma lista de cidades do estado de Maryland (ou da Marilândia), Estados Unidos.

## A
- Aberdeen
- Aberdeen Proving Ground
- Abingdon
- Accident
- Accokeek
- Adamstown
- Adelphi
- Algonquin
- Andrews AFB
- Annapolis
- Arbutus
- Arden-on-the-Severn
- Arnold
- Ashton-Sandy Spring
- Aspen Hill

## B
- Ballenger Creek
- Baltimore
- Barclay
- Barnesville
- Barton
- Bel Air
- Bel Air North
- Bel Air South
- Beltsville
- Bennsville
- Berlin
- Berwyn Heights
- Bethesda
- Betterton
- Bladensburg
- Boonsboro
- Bowie
- Bowleys Quarters
- Braddock Heights
- Brandywine
- Brentwood
- Brookeville
- Brooklyn Park
- Brookmont
- Brookview
- Brunswick
- Bryans Road
- Burkittsville
- Burtonsville

## C
- Cabin John
- California
- Calvert Beach-Long Beach
- Calverton
- Cambridge
- Camp Springs
- Cape St. Claire
- Capitol Heights
- Carmody Hills-Pepper Mill Village
- Carney
- Catonsville
- Cavetown
- Cecilton
- Centreville
- Chance
- Charlestown
- Charlotte Hall
- Chesapeake Beach
- Chesapeake City
- Chesapeake Ranch Estates-Drum Point
- Chester
- Chestertown
- Cheverly
- Chevy Chase
- Chevy Chase Section Five
- Chevy Chase Section Three
- Chevy Chase View
- Chevy Chase Village
- Chewsville
- Chillum
- Church Creek
- Church Hill
- Clarksburg
- Clear Spring
- Clinton
- Clover Hill
- Cloverly
- Cockeysville
- Colesville
- College Park
- Colmar Manor
- Columbia
- Coral Hills
- Cordova
- Cottage City
- Cresaptown-Bel Air
- Crisfield
- Crofton
- Crownsville
- Cumberland

## D
- Damascus
- Dames Quarter
- Darnestown
- Deal Island
- Deale
- Deep Creek Lake
- Deer Park
- Delmar
- Denton
- Discovery-Spring Garden
- District Heights
- Dundalk
- Dunkirk

## E
- Eagle Harbor
- East New Market
- East Riverdale
- Easton
- Eden
- Edgemere
- Edgewood
- Edmonston
- Eldersburg
- Eldorado
- Elkridge
- Elkton
- Ellicott City
- Emmitsburg
- Essex

## F
- Fairland
- Fairmount
- Fairmount Heights
- Fallston
- Federalsburg
- Ferndale
- Forest Glen
- Forest Heights
- Forestville
- Fort Meade
- Fort Ritchie
- Fort Washington
- Fountainhead-Orchard Hills
- Frederick
- Frenchtown-Rumbly
- Friendly
- Friendship
- Friendship Village
- Frostburg
- Fruitland
- Fulton
- Funkstown

## G
- Gaithersburg
- Galena
- Galestown
- Garrett Park
- Garrison
- Germantown
- Girdletree
- Glen Burnie
- Glen Echo
- Glenarden
- Glenn Dale
- Glenmont
- Goddard
- Golden Beach
- Goldsboro
- Grantsville
- Grasonville
- Greater Landover
- Greater Upper Marlboro
- Green Haven
- Green Valley
- Greenbelt
- Greensboro

## H
- Hagerstown
- Hagerstown
- Halfway
- Hampstead
- Hampton
- Hancock
- Havre de Grace
- Hebron
- Henderson
- Herald Harbor
- Highfield-Cascade
- Highland Beach
- Hillandale
- Hillcrest Heights
- Hillsboro
- Hillsmere Shores
- Hughesville
- Huntingtown
- Hurlock
- Hyattsville

## I
- Indian Head

## J
- Jarrettsville
- Jessup
- Joppatowne

## K
- Keedysville
- Kemp Mill
- Kensington
- Kent Narrows
- Kettering
- Kingstown
- Kingsville
- Kitzmiller

## L
- La Plata
- La Vale
- Lake Arbor
- Lake Shore
- Landover Hills
- Langley Park
- Lanham-Seabrook
- Landsdowe-Baltimore
- Largo
- Laurel
- Laurel
- Laytonsville
- leitersburg
- Leonardtown
- Lexington Park
- Linganore-Bartonsville
- Linthicum
- Loch Lynn Heights
- Lochearn
- Lonaconing
- Londontowne
- Luke
- Lusby
- Lutherville-Timonium

## M
- Manchester
- Mardela Springs
- Marlow Heights
- Marlton (Maryland)
- Martin's Additions
- Marydel
- Maryland City
- Maugansville
- Mayo
- Mays Chapel
- Middle River
- Middletown
- Midland
- Milford Mill
- Millington
- Mitchellville
- Montgomery Village
- Morningside
- Mount Aetna
- Mount Airy
- Mount Lena
- Mount Rainier
- Mount Vernon
- Mountain Lake Park
- Myersville

## N
- Nanjemoy
- New Carrollton
- New Market
- New Windsor
- North Beach
- North Chevy Chase

## O
- Oakland
- Ocean City
- Ocean Pines
- Olney
- Owings Mills
- Oxford
- Oxon Hill

## P
- Parkton
- Perry Hall
- Perryville
- Phoenix
- Pikesville
- Pocomoke City
- Point of Rocks
- Poolesville
- Potomac
- Preston
- Princess Anne

## R
- Reisterstown
- Ridgely
- Rising Sun
- Riverdale Park
- Rock Hall
- Rockville
- Rose Haven

## S
- Salisbury
- Severna Park
- Sharptown
- Sherwood Forest
- Silver Spring
- Smithsburg
- Snow Hill
- Solomons
- Somerset
- St. Charles
- St. Mary's City
- St. Michael's
- Sykesville

## T
- Takoma Park
- Taneytown
- Tilghman
- Towson
- Trappe

## U
- Union Bridge
- University Park
- Upper Marlboro

## W
- Waldorf
- Washington Grove
- Westminster
- Wheaton